# Żółtnica (roślina)

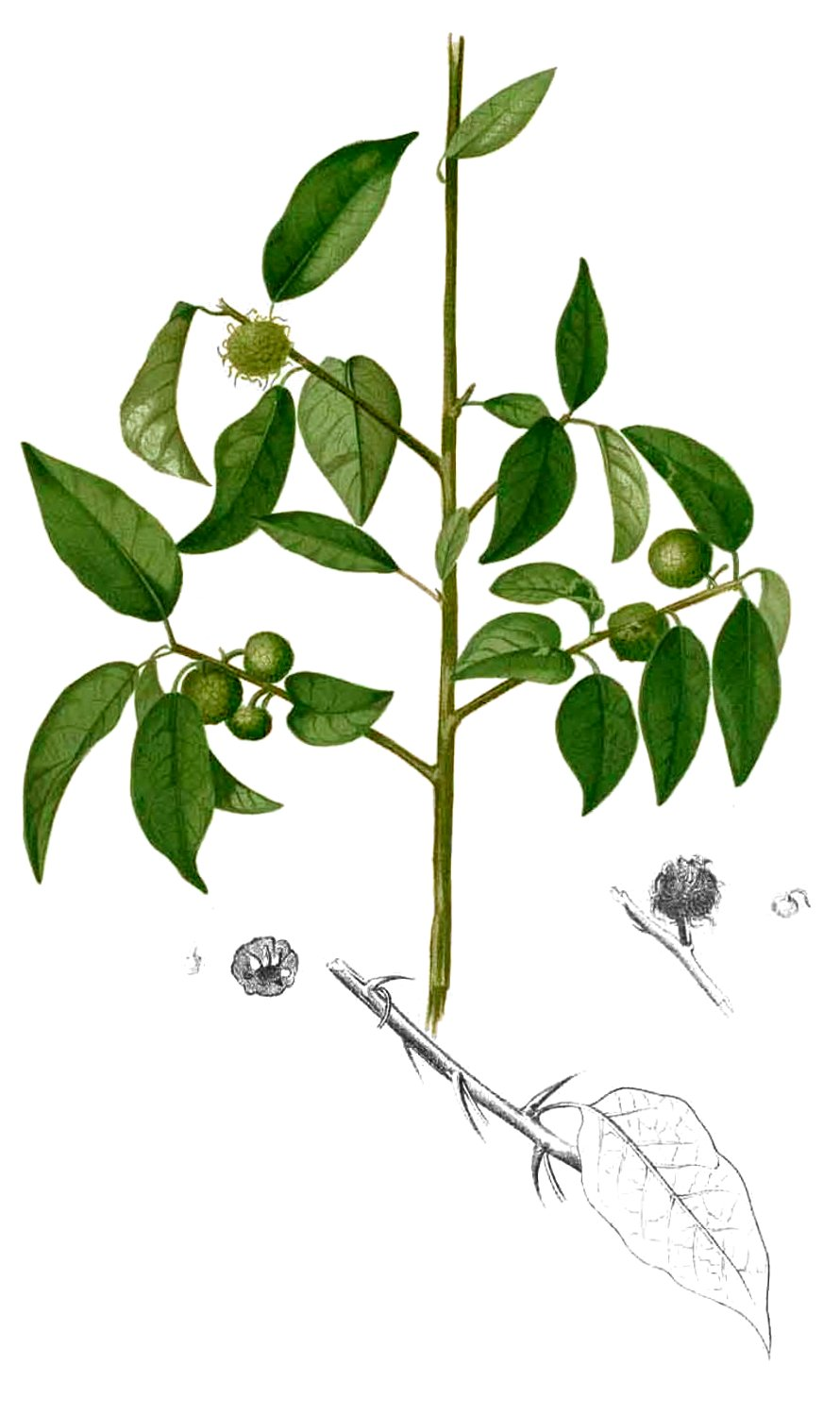
Maclura cochinchinensis

Żółtnica (Maclura Nutt.) – rodzaj roślin obejmujący około 12 gatunków z rodziny morwowatych. Przedstawiciele występują głównie w Azji południowo-wschodniej od Chin i Japonii na południe do Australii, poza tym na wyspach Oceanu Spokojnego, w Ameryce Północnej i Południowej oraz w Afryce. Czasem rodzaj ujmowany jest wąsko i wówczas obejmuje tylko jeden północnoamerykański gatunek – żółtnicę pomarańczową (Maclura pomifera), podczas gdy pozostałe gatunki tworzą rodzaj Cudrania. Takie ujęcie opisywane jest jednak jako mało uzasadnione. Nazwa naukowa rodzaju upamiętnia amerykańskiego geologa Williama Maclure (1763–1840).

## Morfologia
PokrójDrzewa, krzewy i pnącza, zimozielone i zrzucające liście na zimę. Zwykle cierniste, przynajmniej na młodych pędach.
LiścieSkrętoległe, w tym także dwurzędowe. Blaszka liściowa całobrzega, użyłkowanie pierzaste.
KwiatyJednopłciowe, zebrane w kuliste, kłosowe lub groniaste kwiatostany (żeńskie zawsze są kuliste) wyrastające w kątach liści. U niektórych gatunków z podsadką (czasem wieloma). U nasady każdego kwiatu dodatkowo wyrasta od 2 do 4 liści przykwiatowych. Kwiaty męskie mają kielich zwykle z 4 działkami (rzadziej 3 lub 5), wolnymi lub połączonymi u nasady. Pręcików jest tyle samo ile działek kielicha. Kwiaty żeńskie z kielichem mięsistym, zalążnia jest wolna (górna) lub zagłębiona w dnie kwiatowym, słupek krótki z 1 lub 2 znamionami.
OwocPestkowce zagłębione w mięsistych i powiększających się kielichach, przysadkach i osi kwiatostanu. W efekcie powstaje owocostan.

## Systematyka
Pozycja systematyczna według APweb (aktualizowany system APG IV z 2016)
Rodzaj należący do rodziny morwowatych (Moraceae Link), która wraz z siostrzanym kladem pokrzywowatymi należy do kladu kladu różowych w obrębie okrytonasiennych. W obrębie rodziny zaliczany jest do monotypowego plemienia Maclureae Clement & Weiblen lub włączany jest do plemienia Moreae. 
Wykaz gatunków
- Maclura africana (Bureau) Corner
- Maclura amboinensis Blume
- Maclura andamanica (King ex J.D. Hooker) C.C. Berg
- Maclura brasiliensis (Mart.) Endl.
- Maclura cochinchinensis (Lour.) Corner
- Maclura fruticosa (Roxb.) Corner
- Maclura pomifera (Raf.) C.K.Schneid. – żółtnica pomarańczowa
- Maclura pubescens (Trécul) Z.K. Zhou & M.G. Gilbert
- Maclura spinosa (Roxb. ex Willd.) C.C. Berg
- Maclura tinctoria (L.) D.Don ex Steud.
- Maclura tricuspidata Carrière